# Bogohuljenje
Bogohuljenje ili blasfemija je izraz kojim se označava korištenje imena Boga ili božanstava na način koji određena religija ili njene vlasti smatraju nedopustivim i uvredljivim, odnosno svetogrđem. U širem smislu se pod tim podrazumijeva svako javno suprotstavljanje uvriježenoj religijskoj dogmi ili vjerovanjima.
Blasfemija se još u najranijim državama javlja kao krivično djelo, i to jedno od najtežih, za koje su predviđene najsurovije kazne — od smrtne, koja se izvodila na posebno bolne i ponižavajuće načina, preko tjelesnih (najčešće rezanje ruku, jezika i sl. u svrhu spriječavanja ponovnog počinjenja istog djela) do progonstva. Blasfemija se dan-danas održala kao krivično djelo u zakonodavstvima država koje imaju državnu religiju.
Izraz blasfemija potiče od kasnolatinske riječi blasphemare, a koja potiče od grčke kovanice βλασφημέω, od riječi βλάπτω = „povrijeđujem“ i φήμη = „ugled“.
Koncept psovke se u mnogim jezicima pojavio uz koncept bogohuljenja.

## Spoljašnje veze
- Catholic Encyclopedia - Blasphemy
- Jewish Encyclopedia - Blasphemy
- A review of European blasphemy laws
- Film report on how insulting the prophet Mohammed in Pakistan is a capital offence, and defiling the Koran carries life imprisonment.